# Joey Cape
Joey Cape (Santa Bárbara, 16 de novembro de 1966) é o vocalista da banda de punk rock Lagwagon, da Califórnia. Foi também vocalista na banda de punk rock experimental Bad Astronaut e é um dos guitarristas da banda cover Me First and the Gimme Gimmes.
Joey Cape lançou em 2004 um álbum split com Tony Sly, vocalista da banda No Use for a Name , chamado Joey Cape * Tony Sly: Acoustic, tocando versões acústicas de 6 músicas de cada banda.